# Бэкстром
«Бэкстром» (англ. Backstrom) — американский детективный телесериал, снятый по мотивам серии романов шведского писателя Лейфа Г. В. Перссона для канала Fox. Создателем сериала был назначен Харт Хэнсон, а главная роль досталась Рэйну Уилсону.
8 мая 2015 года канал закрыл сериал после одного сезона.

## Сюжет
Эверетт Бэкстром (Рэйн Уилсон) — грубый, вспыльчивый детектив, страдающий избыточным весом и постоянным саморазрушением, является одним из членов группы криминалистов, раскрывающих самые запутанные дела. Его странные и необычные методы раскрытия преступлений почти преступны, но совершенно всегда попадают в точку.

## Актёры и персонажи

### Основной состав
- Рэйн Уилсон[4] в роли детектива Эверетта Бэкстрома
- Женевьев Энджелсон в роли детектива Николь Грейвли, одна из самых сильных специалистов в команде Бэкстрома.[5]
- Пейдж Кеннеди в роли офицера Франка Мото.
- Кристоффер Полаха в роли сержанта Питера Нидермайер
- Деннис Хэйсберт в роли детектива Джона Альмондо.
- Беатрис Роузен в роли Нади Пакет
- Томас Деккер в роли Грегори Валентайн.

### Приглашенные звезды
- Кэмрин Мангейм в роли Анны Холт
- Анжелика Кебрал
- Николас Бишоп
- Ризван Манжи
- Тиффани Хайнс

## Производство
В июле 2012 года CBS выкупает права на Бэкстром. Пилотный эпизод был отснят в Ванкувере. Когда CBS прошла этап пилотного эпизода, 20th Century Fox Television выкупила права на экранизацию и заказала 13 эпизодов сериала для Fox.

## Эпизоды
| №  | Название                                                                                      | Режиссёр          | Автор сценария         | Дата премьеры   | Произв. код | Зрители в США (млн) |
| -- | --------------------------------------------------------------------------------------------- | ----------------- | ---------------------- | --------------- | ----------- | ------------------- |
| 1  | «Победитель дракона» «Dragon Slayer»                                                          | Марк Майлод       | Харт Хэнсон            | 22 января 2015  | 1AWM79      | 7.98                |
| 2  | «Белла» «Bella»                                                                               | Алекс Чаппл       | Джо Хортуа             | 29 января 2015  | 1AWM04      | 5.32                |
| 3  | «По себе не судят» «Takes One to Know One»                                                    | Рэнди Зиск        | Харт Хэнсон            | 5 февраля 2015  | 1AWM01      | 3.64                |
| 4  | «Теперь я птица» «I Am a Bird Now»                                                            | Дэвид Бойд        | Керин Ашер             | 12 февраля 2015 | 1AWM02      | 4.39                |
| 5  | «Призрак» «Bogeyman»                                                                          | Джефф Вулнаф      | Эли Атти и Харт Хэнсон | 19 февраля 2015 | 1AWM07      | 3.54                |
| 6  | «Древний Китайский Секрет» «Ancient, Chinese, Secret»                                         | Сара Пиа Андерсон | Томас Вонг             | 26 февраля 2015 | 1AWM10      | 3.81                |
| 7  | «Враг моих врагов» «Enemy of my Enemies»                                                      | Джейс Александр   | Андрю Миллер           | 5 марта 2015    | 1AWM03      | 3.90                |
| 8  | «Давай, пока не почувствуешь боли» «Give 'Til It Hurts»                                       | Роб Харди         | Карин Розентал         | 26 марта 2015   | 1AWM06      | 3.58                |
| 9  | «Неизбежная правда» «The Inescapable Truth»                                                   | Майкл Оффер       | Эли Атти               | 2 апреля 2015   | 1AWM05      | 3.16                |
| 10 | «Любовь - это роза с шипами, сорвешь - пожалеешь» «Love Is a Rose and You Better Not Pick It» | Кевин Хукс        | Джо Хортуа             | 9 апреля 2015   | 1AWM08      | 3.29                |
| 11 | «Мне нравится наблюдать» «I Like to Watch»                                                    | Адам Аркин        | Карин Розентал         | 16 апреля 2015  | 1AWM09      | 3.39                |
| 12 | «Штопор» «Corkscrewed»                                                                        | Джеффри Уокер     | Андрю Миллер           | 23 апреля 2015  | 1AWM12      | 3.00                |
| 13 | «Нижний предел» «Rock Bottom»                                                                 | Кевин Хукс        | Харт Хэнсон            | 30 апреля 2015  | 1AWM11      | 2.80                |